# Ah-Muzen-Cab
Ah-Muzen-Cab (Ah Musen Kab)  é o deus maia das abelhas e do mel . Ele é possivelmente a mesma figura do "Deus Que Descende" ou "Deus Mergulhador" e suas representações são, normalmente, feitas de cabeça para baixo. O Templo do Deus Megulhador está localizado em Tulum . 
As abelhas utilizadas pelos maias são a Melipona beecheii e a Melipona yucatanica, espécies de abelhas sem ferrão . Ah-Muzen-Cab é a representação de uma abelha Melipona . 
Ah-Muzen-Cab, também, é a divindade é a criadora da Terra e do Universo no quarto e último ciclo do cosmos, de acordo com os povos maias da Península de Yucatán . Ah Muzen Cab é o protetor de M. beecheii e vai ao submundo para libertar as forças vitais presas. O deus abelha também unifica Ah Uuk Cheknal e Uuk Taz Kab . 

## Chilam Balam
O Chilam Balam menciona Ah-Muzen-Cab no Capítulo I: O Ritual dos Quatro Cantos do Mundo e no Capítulo X: A Criação do Mundo. Nele, Ah Muzen Cab representa o Leste e o Norte. Ele também vendou os olhos de Oxlahalun-ti-ku, que foram então capturados e espancados por Bolon-ti-ku, permitindo que o mundo incompleto fosse preenchido por pedras, árvores e sementes. 

## Na cultura popular
Ah Muzen Cab é um deus jogável no videogame Smite .